# Crossotus klugi
Crossotus klugi är en skalbaggsart som beskrevs av William Lucas Distant 1892. Crossotus klugi ingår i släktet Crossotus och familjen långhorningar.
Artens utbredningsområde är:
- Botswana.
- Moçambique.
- Zimbabwe.

Inga underarter finns listade i Catalogue of Life.